# Anisomys imitator
Anisomys imitator — вид гризунів із родини Muridae. Це єдиний вид в роду Anisomys і зустрічається в Новій Гвінеї. Його висота проживання становить від 1200 до 3500 м над рівнем моря. Цей вид зустрічається у вологих тропічних лісах, а також у вторинних місцях проживання та в садах.

## Морфологічні особливості
Тварини досягають довжини тіла від 22 до 29 сантиметрів і довжини хвоста від 29 до 36 сантиметрів. Їхня вага становить від 390 до 580 грамів. Коротке грубе хутро на спині чорно-сіре, а черево біло-сіре. Голова чорна, руки і ноги сірі, лапи коричневі. Довгий хвіст маловолосий. Ці гризуни виявляють деякі особливості в будові зубів: нижні різці стиснуті з боків і лише вдвічі менші за ширину верхніх різців, а моляри помітно малі.

## Спосіб життя
Він будує наземне гніздо з листя під покривом землі. Більшість тварин були спіймані на землі, але їхні широкі лапи свідчать про те, що вони також можуть добре лазити по деревах. Будова зубів говорить про те, що тварини харчуються горіхами з твердою шкаралупою.